# 三氟甲磺酸氧钒
三氟甲磺酸氧钒是一种无机化合物，化学式为VO(CF3SO3)2，它是钒形成的三氟甲磺酸盐之一。它可由过量的三氟甲磺酸和三氟乙酸氧钒反应制得，其水合物也可由三氟甲磺酸钡和硫酸氧钒反应，过滤除去硫酸钡后，从溶液中结晶得到。
它在水中和二甲基亚砜反应，可以结晶出[VO(OS(CH3)2)5](CF3SO3)2。